# Weebly
Weebly（ウィーブリー）は、ドラッグ・アンド・ドロップを用いたウェブサイト作成サイト及び運営会社名である。2012年7月時点で、1200万人以上 が利用した。サンフランシスコに本社がある。同様のサービスとして、Wix.comやWebs、YolaやSnapPagesなどがある。
Webブラウザで動作する単純なウィジェット (GUI)により出力されたウェブサイトが無料で作成でき、作成方法は全てドラッグアンドドロップによる。クロスプラットフォームに対応しており、モバイル版のサイトも自動で生成する。
初期設定のURLは「アカウント名.weebly.com」であり、サブドメイン名の利用が推奨されている。利用者はドメイン名を運営から購入したり、別サイトからリダイレクトさせることができる。
基本的なブログや電子商取引の機能にも対応しており、PayPalかGoogle Checkoutを利用した販売サイトの作成も可能である。
ストレージに制限はないが、個々のファイルのサイズ制限が存在する。
利用者はサイト内広告の有無を決定でき、Google AnalyticsかWeebly独自のアクセス解析ツールを通じてサイト訪問者の統計情報を把握できる。運営元の収益の50％はGoogle AdSenseによる。